# Тчув
Тчув (пол. Tczów) — село в Польщі, у гміні Тчув Зволенського повіту Мазовецького воєводства.
Населення — 627 осіб (2011).
У 1975-1998 роках село належало до Радомського воєводства.

## Демографія
Демографічна структура станом на 31 березня 2011 року:
|          | Загалом | Допрацездатний вік | Працездатний вік | Постпрацездатний вік |
| -------- | ------- | ------------------ | ---------------- | -------------------- |
| Чоловіки | 317     | 64                 | 225              | 28                   |
| Жінки    | 310     | 61                 | 179              | 70                   |
| Разом    | 627     | 125                | 404              | 98                   |